# Thank You (Amy Diamond-låt)
Thank You är en poplåt som framfördes av Amy Diamond i Melodifestivalen 2008. Bidraget deltog vid första deltävlingen i Göteborg den 9 februari 2008 och tog sig, som ett av två bidrag, till finalen som hölls i Globen den 15 mars samma år. Bidraget slutade där på åttonde plats.

## Singeln
Singeln placerade sig som högst på åttonde plats på den svenska singellistan.
Den 20 april 2008 gjordes ett försök att få in låten på Svensktoppen , vilket dock misslyckades .

### Listplaceringar
| Lista (2008) | Topplacering |
| ------------ | ------------ |
| Sverige      | 8            |